# ミシェル・ビュトール

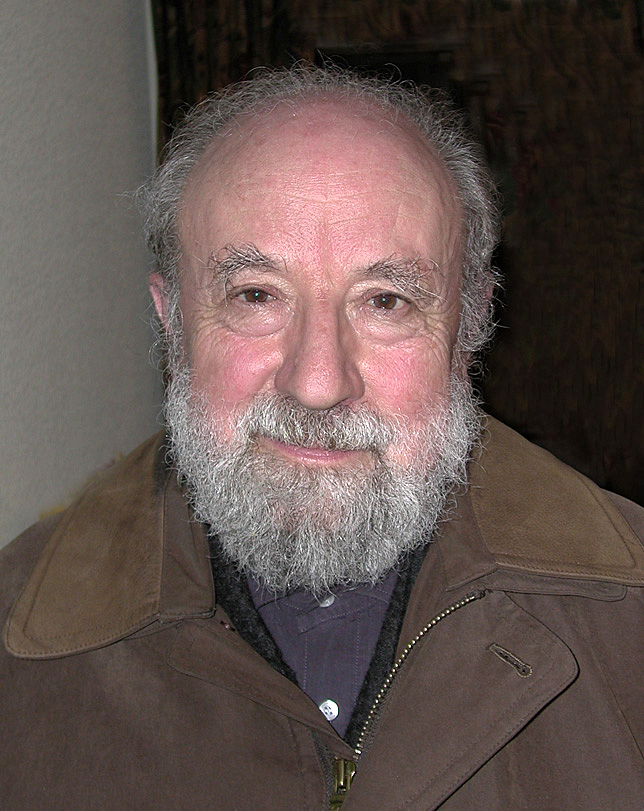
ミシェル・ビュトール

ミシェル・ビュトール（Michel Butor, 1926年9月14日 - 2016年8月24日）は、フランスの小説家、詩人、批評家、ブック・アーチスト（livre d'artiste）。ヌーヴォー・ロマン（nouveau roman）の作家の旗手のひとりと目される。

## 生涯
フランス北部モン＝ザン＝バルールで生まれる。1956年、小説第2作『時間割』でフェネオン賞（le Prix Fénéon）を受賞、翌年1957年第3作目の『心変わり』（La Modification）でルノードー賞（le Prix Théophraste Renaudot）を受賞し注目を集めた（主人公に二人称代名詞「あなたは」<vous>を採用した小説作品として有名）。1960年に4作目の『段階』（Degrés'）を発表後は小説作品から離れ、1962年『モビール -アメリカ合衆国の表現のためのエチュード』（Mobile. Étude pour une représentation des États-Unis）を皮切りに空間詩とよばれる作品を次々と発表し始める。
画家とのコラボレーション作品が数多く、書物を利用した表現の可能性を追究し続けている。文学をはじめ絵画、音楽などを論じた批評集『目録』がある。
2013年、アカデミー・フランセーズ文学大賞受賞。

## 主要作品など
※（発表年順。『』内は邦題ないし仮題。右記の訳書がある場合はそれによる）
- 1954年 『ミラノ通り』（Passage de Milan , Ed.Minuit）．松崎義隆訳、竹内書店、1971年
- 1956年 『時間割』（L’Emploi du temps, Ed.Minuit）. 
 清水徹訳、河出文庫、2006年 / 中公文庫、1975年 / 中央公論社『世界の文学49 サルトル・ビュトール』に所収、1964年
- 1957年 『心変わり』（La Modification, Ed.Minuit）. 
 清水徹訳、岩波文庫、2005年 / 旧版・河出書房新社、1959年、1971年
- 1958年 『地霊』（Le Génie du lieu , Bernard Grasset）．邦訳は一部『現代フランス文学13人集 / 4』収録「エジプト」清水徹訳、新潮社、1966年
- 1960年 『目録』（全5巻）Répertoire I 〜V, Ed.Minuit, 1960, 1964, 1968, 1974, 1982.
- 1960年 『段階』(Degrés, Ed.Gallimard）. 
 中島昭和訳、竹内書店、1971年 / 『世界の文学25 ロブ＝グリエ・ビュトール』所収、中島昭和訳、集英社、1977年
- 1961年 『ボードレール』（Histoire extraordinaire, essai sur un rêve de Baudelaire , Ed.Gallimard）．高畠正明訳、竹内書店、1970年
- 1962年 『モビール―アメリカ合衆国の表現のためのエチュード』（Mobile, étude pour une représentation des États-Unis, Ed.Gallimard）、『航空網』（ Réseau aérien, Ed.Gallimard）
- 1963年 『サン・マルコ寺院の記述』（Description de San Marco, Ed.Gallimard）
- 1964年 『イラストレーションI～IV』（Illustrations I - IV, Ed.Gallimard, Ⅱ巻目からは各、69/73/74年発表）
- 1965年 『毎秒水量681万リットル』（ 6 810 000 litres d’eau par seconde, Ed.Gallimard）
- 1967年 『仔猿のような芸術家の肖像 綺想曲』:（Portrait de l’artiste en jeune singe , Ed.Gallimard）. 清水徹・松崎義隆訳、筑摩書房、1969年
- 1967年 『ビュトールとの対話』（Georges Charbonnier, Entretiens avec Michel Butor , Ed.Gallimard,1967）. 
 シャルボニエとの共著、岩崎力訳、竹内書店、1970年
- 1968年 『モンテーニュ論：エセーをめぐるエセー』（Essais sur les essais, Ed.Gallimard）. 松崎義隆訳、筑摩書房「筑摩叢書」、1973年
- 1970年 『羅針盤』（La Rose des vents, 32 rhumbs pour Charles Fourier, Ed.Gallimard）
- 1971年 『ディアベリ変奏曲との対話』（Dialogues avec 33 variations de Ludwig van Beethoven sur une valse de Diabelli, Ed.Gallimard）. 工藤庸子訳、筑摩書房、1996年
- 1971年 『土地の精霊 どこでもない』（Le Génie du lieu II : où, Ed.Gallimard）
- 1973年 『合い間』（Intervalle, Ed.Gallimard）. 清水徹訳、岩波書店、1984年
- 1975年 『夢の素材』（Matière de rêves, Ed.Gallimard）
- 2006年 『ビュトール全集 I. 小説』（Œuvres complètes de Michel Butor : Volume I – Romans , Ed. La Différence）
  - 『ビュトール全集Ⅱ. 目録1』（Œuvres complètes de Michel Butor : Volume II – Répertoire 1 ,Ed. La Différence）
  - 『ビュトール全集Ⅲ. 目録2』（Œuvres complètes de Michel Butor : Volume III – Répertoire 2 , Ed. La Différence）
  - 『ビュトール全集Ⅳ. 詩 』（Œuvres complètes de Michel Butor : volume IV – Poésie 1 , Ed. La Différence）
- 2007年 『ビュトール全集 V. 土地の精霊1』（Œuvres complètes V  – Le Génie du lieu 1 ,Ed. La Différence）
  - 『ビュトール全集 VI. 土地の精霊1』（Œuvres complètes VI  – Le Génie du lieu 2 ,Ed. La Différence）
    - 『レペルトワール　ミシェル・ビュトール評論集』石橋正孝監訳、鈴木創士ほか訳、幻戯書房（全5巻）、2020年‐